# مار دریایی (رمان)
هیولای دریا یا مار دریایی یا داستان‌های جین ماری (فرانسوی: Les Histoires de Jean-Marie Cabidoulin‎)  یک رمان ماجراجویی فرانسوی اثر ژول ورن می‌باشد که در سال ۱۹۰۱ منتشر شد. این کتاب در ایران توسط انتشارات دبیر تحت عنوان هیولای دریا منتشر شده است. 